# Nemacladoideae
Nemacladoideae, potportodica zvončiki iz Meksika i jugozapadnog dijela SAD-a. Pripada mu 27 vrsta unutar 2 roda, jedan je monotipičan

## Rodovi
1. Pseudonemacladus McVaugh (1 sp.)
2. Nemacladus Nutt. (26 spp.)